# Brides Of Lucifer
Brides Of Lucifer (с англ. — «Невесты Люцифера») — бельгийская метал группа. Была основана в 2016 году тремя музыкантами Стивеном Колакни, Коэном Буйсом и Айвзом Мергертсом.

## История
В 2016 году трое музыкантов и друзей Стивен Колакни, Коэн Буйс и Айвз Мергертс начали работать над созданием метал группы, главной особенностью которой должен был стать запоминающийся женский вокал. У Стивена Колакни с братом Стайном уже был проект с женским хором под названием Scala & Kolacny Brothers, часть девушек этого хора позвали в новую группу Brides Of Lucifer.

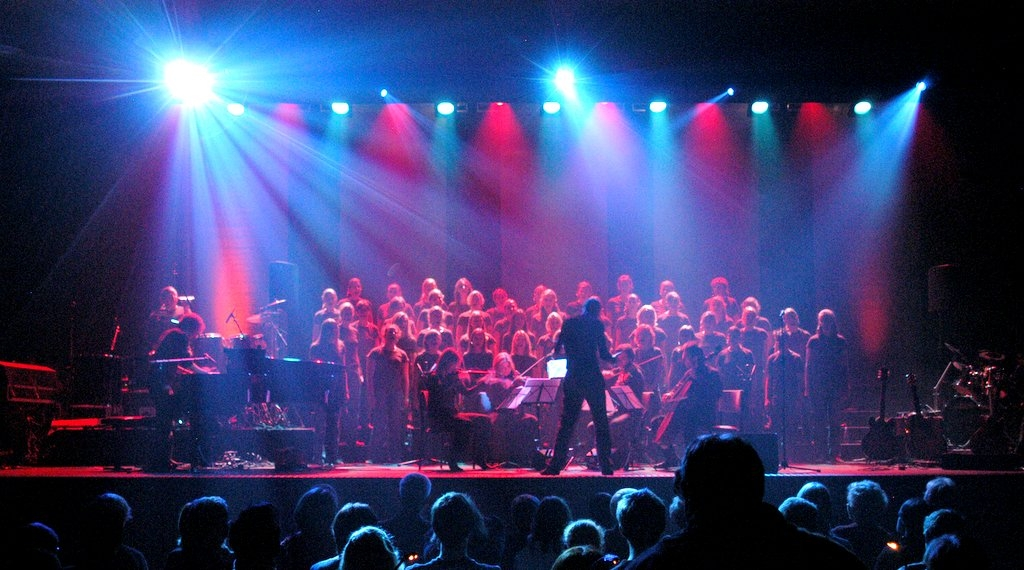
Братья Колакни с хором Scala & Kolacny Brothers

Первое выступление группы состоялось в 2017 году сразу на крупнейшем бельгийском фестивале метал музыки Graspop Metal Meeting.
Помимо Колакни, Буйса и Мергертса в группу входят 13 женщин которые отвечают за хоровой вокал, у каждой девушки индивидуальный концертный костюм, дизайнером которых выступила костюмер Ники Майни.

## Дискография
- Brides Of Lucifer (2019)